# Felix Meskens
Felix Meskens (Sint-Jans-Molenbeek, 14 november 1906 - Brussel, 10 januari 1973) was een Belgische atleet, die zich had toegelegd op de lange afstand. Hij nam eenmaal deel aan de Olympische Spelen en veroverde drie Belgische titels.

## Biografie
Meskens werd in 1935 voor het eerst Belgisch kampioen marathon. Hij plaatste zich daarbij voor de Olympische Spelen in Berlijn in 1936, waar hij twintigste werd. Het jaar nadien werd hij opnieuw Belgisch kampioen.
In 1938 nam Meskens deel aan de Europese kampioenschappen in Parijs. Hij behaalde een tiende plaats. In 1949 volgde nog een derde Belgische titel.

### Clubs
Meskens was aangesloten bij Sporting Club Anderlecht

## Belgische kampioenschappen
| Onderdeel | Jaar             |
| --------- | ---------------- |
| marathon  | 1935, 1937, 1949 |

## Persoonlijk record
| Onderdeel | Prestatie | Datum          | Plaats |
| --------- | --------- | -------------- | ------ |
| marathon  | 2:40.00   | 4 oktober 1934 | Parijs |

## Palmares

### 10.000 m
- 1933:  BK AC – 33.58,4
- 1934:  BK AC – 33.30,4
- 1936:  BK AC – 32.47,0

### marathon
- 1934:  marathon van Amsterdam – 2:46.50
- 1934:  marathon van Parijs (L’Auto) – 2:40.00
- 1935:  BK AC in Mechelen  (38 km) – 2:31.22
- 1936: 20e OS in Berlijn – 2:51.19
- 1937:  marathon van Rotterdam – 2:44.14
- 1937:  BK AC in Parijs – 2:46.08
- 1938: 10e EK in Parijs – 2:51.15
- 1938:  marathon van Amsterdam – 2:46.15
- 1949:  BK AC in Brussel (35 km) – 2:13.13
- 1953:  BK AC  (Heizel-Bosvoorde-Heizel) – 2:46.54